# Решетов, Руслан Владимирович
Руслан Владимирович Решетов (род. 8 марта 1973, Ленинград) — российский футболист, полузащитник, тренер.
На профессиональном уровне начал играть в 1992 году в команде второй лиги «Космос-Кировец» Санкт-Петербург. В конце сезона провёл 4 матча в высшей лиге за «Зенит», следующий год играл во второй команде «Зенита». В 1994 году перешёл в «Кавказкабель» Прохладный. 1996 год отыграл в ФК «Гатчина», затем на три сезона вернулся в Прохладный. В 2001—2003 годах играл в любительских клубах Санкт-Петербурга и вьетнамском «Хайфоне».
После завершения карьеры — тренер детских команд ФК «Пороховчанин».